# Vine Deloria Jr.
Vine Victor Deloria Jr. (Martin, 26 de março de 1933 – Golden, 13 de novembro de 2005) foi um autor, teólogo, historiador e ativista pelos direitos dos nativos americanos. Ele era amplamente conhecido por seu livro Custer Died for Your Sins: An Indian Manifesto (1969), que ajudou a atrair a atenção nacional para as questões dos nativos americanos no mesmo ano do Movimento Alcatraz-Red Power. De 1964 a 1967, ele atuou como diretor executivo do Congresso Nacional dos Indígenas Americanos, aumentando o número de membros de tribos de 19 para 156. A partir de 1977, ele foi membro do conselho do Museu Nacional dos Indígenas Americanos, que agora tem prédios na cidade de Nova Iorque e em Washington, D.C., no Mall.
Deloria começou sua carreira acadêmica em 1970 no Western Washington State College em Bellingham, Washington. Tornou-se professor de Ciência Política na Universidade do Arizona (1978–1990), onde criou o primeiro programa de mestrado em Estudos Indígenas Americanos nos Estados Unidos. Em 1990, Deloria começou a lecionar na Universidade do Colorado em Boulder. Em 2000, ele voltou para o Arizona e deu aulas na Faculdade de Direito. A NBC chamou Vine Deloria de "estrela do renascimento dos indígenas americanos".

## Primeiros anos e educação
Vine Deloria Jr. nasceu em 1933, em Martin, Dacota do Sul, perto da Reserva Indígena Oglala Lakota Pine Ridge. Ele era filho de Barbara Sloat (nascida Eastburn) e Vine Victor Deloria Sr. (1901–1990). Seu pai estudou inglês e teologia cristã e tornou-se arquidiácono episcopal e missionário na Reserva Indígena de Standing Rock. Seu pai transferiu a associação tribal dele e de seus filhos dos Yankton Sioux para Standing Rock. A irmã de Vine Sr., Ella Deloria (1881–1971), era uma antropóloga. O avô paterno de Vine Jr. era Tipi Sapa (Black Lodge), também conhecido como Rev. Philip Joseph Deloria, um sacerdote episcopal e líder do bando de Yankton da Nação Dacota. Sua avó paterna era Mary Sully, filha de Alfred Sully, um general na Guerra Civil Americana e nas Guerras Indígenas, e sua esposa franco-yankton; e neta do pintor Thomas Sully.
Deloria iniciou sua vida escolar pela primeira vez em escolas de reserva, depois concluiu os primeiros estudos na Kent School em 1951. Posteriormente, formou-se na Universidade Estadual de Iowa em 1958 com um diploma em ciências gerais. Deloria serviu no Corpo de Fuzileiros Navais dos Estados Unidos entre 1954 a 1956.
Planejando originalmente ser um ministro como seu pai, Deloria em 1963 formou-se em teologia pela Escola Luterana de Teologia em Chicago, então localizada em Rock Island, Illinois. No final dos anos 1960, ele voltou a estudar pós-graduação e obteve um diploma de Juris Doctor pela Faculdade de Direito da Universidade do Colorado em 1970.

## Atuação como ativista
Em 1964, Deloria foi eleito diretor executivo do Congresso Nacional dos Indígenas Americanos. Durante seu mandato de três anos, a organização passou da falência à solvência, e o número de membros aumentou de 19 para 156 tribos. Ao longo dos anos, ele esteve envolvido com muitas organizações nativas americanas.
Deloria foi o fundador e chefe do Institute of American Indian Law e do Institute for the Development of Indian law. Tanto o Institute for the Development of Indian Law quanto o Institute of American Indian Law buscaram desenvolver e fornecer treinamento jurídico e assistência a tribos, organizações e tribunais de nativos americanos. Em 1971, eles buscaram formar uma estratégia nacional de defesa tributária para combater as tentativas dos governos federal, estadual e municipal de impor impostos sobre vários aspectos da vida econômica tribal e individual.
Deloria foi uma testemunha especialista para a equipe de defesa no Wounded Knee Trials em 1974. Ele foi a primeira testemunha a ser chamada pelos advogados de defesa para prestar depoimento. Uma hora depois de depor, o juiz ordenou a admissão do Tratado Sioux de 1868.
A partir de 1977, ele foi escolhido como membro do conselho do Museu Nacional dos Indígenas Americanos, que estabeleceu seu primeiro centro na antiga Alfândega dos Estados Unidos na cidade de Nova Iorque, na parte baixa de Manhattan.
Enquanto dava aulas no Western Washington State College em Bellingham, Washington, Deloria defendeu os direitos de pesca do tratado das tribos nativas americanas locais. Ele trabalhou no caso legal que levou à histórica Decisão Boldt do Tribunal Distrital dos Estados Unidos para o Distrito Oeste de Washington. A decisão do juiz Boldt em United States v. Washington (1974) validou os direitos de pesca dos indígenas no estado como continuando após a cessão das tribos de milhões de acres de terra aos Estados Unidos na década de 1850. A partir daí, os nativos americanos tinham direito a metade da pescaria no estado, a retirar o peixe do território fora de suas reservas e a administrar a pesca em conjunto com o estado.

## Atuação como escritor
Em 1969, Deloria publicou seu primeiro de mais de vinte livros, intitulado Custer Died for Your Sins: An Indian Manifesto. Este livro se tornou uma das obras mais famosas de Deloria. Nele, abordou os estereótipos dos indígenas e desafiou o público branco a dar uma nova olhada na história da expansão ocidental dos Estados Unidos, observando seus abusos contra os nativos americanos. O livro foi lançado no ano em que os estudantes do Movimento Alcatraz-Red Power ocuparam a Ilha de Alcatraz para buscar a construção de um centro cultural indígena, bem como atenção na obtenção de justiça em questões indígenas, incluindo o reconhecimento da soberania tribal. Outros grupos também ganharam força: o American Indian Movement foi fundado em 1968 entre indígenas urbanos em Minneapolis e organizou eventos para atrair a atenção da mídia e do público para a educação sobre questões indígenas.
O livro de Deloria ajudou a chamar a atenção para a luta dos nativos americanos. Focado no objetivo dos nativos americanos de soberania sem assimilação política e social, o livro permaneceu como uma marca registrada da autodeterminação dos nativos americanos na época. A American Anthropological Association patrocinou um painel em resposta a Custer Died for Your Sins. O livro foi relançado em 1988 com um novo prefácio do autor, observando: "O mundo indígena mudou tão substancialmente desde a primeira publicação deste livro que algumas coisas contidas nele parecem novas novamente."
Deloria escreveu e editou muitos livros subsequentes e 200 artigos, com foco em questões relacionadas aos nativos americanos, como educação e religião. Em 1995, Deloria argumentou em seu livro Red Earth, White Lies que a Ponte de Terra do Estreito de Bering nunca existiu e que, ao contrário das evidências arqueológicas e antropológicas, os ancestrais dos nativos americanos não haviam migrado para as Américas por essa ponte de terra. Em vez disso, ele afirmou que os nativos americanos se originaram nas Américas ou os alcançaram por meio de viagens transoceânicas, como sugeriram algumas de suas histórias de criação. Nicholas Peroff escreveu que "Deloria raramente perdeu a chance de argumentar que as realidades da experiência e tradição dos indígenas americanos pré-contrato não podem ser reconhecidas ou compreendidas dentro de qualquer estrutura conceitual construída sobre as teorias da ciência moderna".
Deloria rejeitou controversamente não apenas a compreensão científica sobre as origens dos povos indígenas nas Américas, mas também outros aspectos da (pré) história do Hemisfério Ocidental que ele pensava contradizer os relatos dos nativos americanos. Por exemplo, a posição de Deloria sobre a idade de certas formações geológicas, o tempo que os nativos americanos estiveram nas Américas e sua crença de que as pessoas coexistiam com os dinossauros estavam estritamente em desacordo com os fatos empíricos de uma variedade de disciplinas acadêmicas.
Defendendo-se das críticas inevitáveis, Deloria acusou os cientistas tradicionais de serem incapazes de pensar de forma independente e prejudicados por sua reverência à ortodoxia. Ele escreveu que os cientistas caracteristicamente perseguiam aqueles que, como ele, ousavam apresentar pontos de vista pouco ortodoxos. Ele argumentou que a ciência era essencialmente uma religião, com sua própria ortodoxia. Deloria foi criticado por sua adoção de interpretações literalistas das histórias tradicionais dos indígenas americanos pelo antropólogo Bernard Ortiz de Montellano e pelo professor de inglês H. David Brumble. Eles argumentaram que a promoção de pontos de vista não apoiados por evidências científicas e físicas contribuiu diretamente para a proliferação da pseudociência.
Em suas obras, particularmente sua contribuição para o livro "Marxismo e os nativos americanos" de Ward Churchill, Deloria criticou o marxismo, citando sua incapacidade de levar em conta ideias não europeias e sua abordagem reducionista em relação à família, gênero e justiça. Deloria também observou que o marxismo se assemelhava às filosofias indígenas e afirmou que os méritos do marxismo foram encontrados em sua crítica ao capitalismo, um sistema ao qual Deloria se opôs firmemente.

## Carreira acadêmica
Em 1970, Deloria assumiu seu primeiro cargo de professor, lecionando no Western Washington University College of Ethnic Studies em Bellingham, Washington. Como professor visitante, deu aulas na Pacific School of Religion, na New School of Religion e no Colorado College. De 1972 a 1974, ele também lecionou na Universidade da Califórnia, em Los Angeles.
O primeiro cargo efetivo de Deloria foi como professor de Ciência Política na Universidade do Arizona, que ocupou de 1978 a 1990. Enquanto estava na UA, Deloria estabeleceu o primeiro programa de mestrado em Estudos Indígenas Americanos nos Estados Unidos. Tal reconhecimento da cultura indígena americana nas instituições existentes foi um dos objetivos do Movimento Alcatraz-Red Power. Refletindo mudanças generalizadas na academia e na cultura em geral, numerosos programas de estudos dos indígenas americanos, museus e coleções e outras instituições foram criados desde que o primeiro livro de Deloria foi publicado.
Universidade do Colorado em Boulder de 1990 a 2000. Depois de se aposentar da CU Boulder, ele lecionou na Faculdade de Direito da Universidade do Arizona.
Em 2004, Deloria recusou um diploma honorário da Universidade do Colorado em protesto contra a má resposta da escola a um caso de agressão sexual em seu time de futebol.

## Honrarias e legado
- Em 1974, após a publicação de God Is Red: A Native View of Religion, a revista Time nomeou Deloria como um dos principais "modeladores e impulsionadores" da fé e da teologia cristãs.[8]
- Em 1996, Deloria recebeu o Lifetime Achievement Award do Native Writers' Circle of the Americas.[24]
- Em 1999, Deloria teve a Biblioteca Vine Deloria Jr. no Museu Nacional do American-Smithsonian com o seu nome.[25]
- Em 1999, ele recebeu o prêmio Wordcraft Circle Writer of the Year na categoria de prosa e ensaios pessoais/críticos por sua obra Spirit and Reason.[26]
- Em 2002, recebeu o prêmio Wallace Stegner do Center of the American West e foi mencionado com honra no National Book Festival de 2002.[22]
- Em 2003, ele ganhou o 2003 American Indian Festival of Words Author Award.[27]
- Em 2018, ele foi selecionado postumamente como um dos primeiros doze homenageados e introduzido no novo National Native American Hall of Fame.[28]

## Morte
Em sua morte, Deloria deixou sua esposa, Barbara, seus filhos, Philip, Daniel e Jeanne, e sete netos.
Seu filho, Philip J. Deloria, também é um notável historiador e autor.
Depois que Deloria se aposentou em maio de 2000, ele continuou a escrever e dar palestras. Ele morreu em 13 de novembro de 2005, em Golden, Colorado, de um aneurisma da aorta.

## Obras publicadas

### Livros (como escritor)
- Custer Died For Your Sins: An Indian Manifesto, Nova York: Macmillan, 1969.ISBN 0-8061-2129-7 ; edição posterior com novo prefácio: Norman, University of Oklahoma Press, 1988. ISBN 978-08061-2129-1 .
- We Talk, You Listen; New Tribes, New Turf (em inglês), Nova York: Macmillan, 1970.
- The Red Man in the New World Drama: A Politico-legal Study with a Pageantry of American Indian History (em inglês), New York: Macmillan, 1971.
- Of Utmost Good Faith, San Francisco: Straight Arrow Books, 1971.
- God Is Red: A Native View or Religion (em inglês), Grosset & Dunlap, 1973. ISBN 9780448021683.
- Behind the Trail of Broken Treaties: An Indian Declaration of Independence (em inglês), Nova York: Dell Publishing Co., 1974.
- The Indian Affair (em inglês), Nova York: Friendship Press, 1974. ISBN 0-377-00023-X .
- A Better Day for Indians (em inglês), Nova York: Field Foundation, 1976.
- Indians of the Pacific Northwest (em inglês), New York: Doubleday, 1977. ISBN 0-385-09790-5 .
- The Metaphysics of Modern Existence (em inglês), San Francisco: Harper & Row, 1979. ISBN 0-06-450250-3 .
- American Indians, American Justice (em inglês), Austin: University of Texas Press, 1983. ISBN 0-292-73834-X .
- A Sender of Words: Essays in Memory of John G. Neihardt (em inglês), Salt Lake City: Howe Brothers, 1984. ISBN 0-935704-22-1 .
- The Nations Within: The Past and Future of American Indian Sovereignty (em inglês), Nova York: Pantheon Books, 1984. ISBN 0-394-72566-2 .
- American Indian Policy In The Twentieth Century (em inglês), Norman: University of Oklahoma Press, 1985. ISBN 0-8061-1897-0 .
- Frank Waters: Man and Mystic (em inglês), Atenas: Swallow Press: Ohio University Press, 1993. ISBN 0-8040-0978-3 .
- Red Earth, White Lies: Native Americans and the Myth of Scientific Fact (em inglês), New York: Scribner, 1995.ISBN 0-684-80700-9ISBN 0-684-80700-9 .
- For This Land: Writings on Religion in America (em inglês), Nova York: Routledge, 1999. ISBN 0-415-92114-7 .
- Singing For A Spirit: A Portrait of the Dakota Sioux (em inglês), Santa Fe, NM: Clear Light Publishers, 1999. ISBN 1-57416-025-7 .
- Spirit and Reason: The Vine Deloria Jr. Reader (em inglês), Golden, Colorado: Fulcrum Pub, 1999. ISBN 1-55591-430-6 .
- Power and Place: Indian Education in America (em inglês) com Daniel Wildcat. Golden, CO: Fulcrum Pub., 2001. ISBN 155591859X
- Tribes, Treaties, and Constitutional Tribulations (em inglês) com David E. Wilkins, Austin: University of Texas Press, 1999. ISBN 0-292-71607-9 .
- Evolution, Creationism, and Other Modern Myths (em inglês), Golden, Colorado: Fulcrum Pub, 2002.
- Genocide of the Mind: New Native American Writing (em inglês) com Marijo Moore, New York: Nation Books, 2003. ISBN 1-56025-511-0 .
- O mundo em que costumávamos viver: lembrando os poderes dos curandeiros (em inglês), Fulcrum Publishing, Golden, CO. 2006. ISBN 978-1-55591-564-3 (pbk. );ISBN 1-55591-564-7 .
- We Talk, You Listen: New Tribes, New Turf (em inglês), Lincoln: University of Nebraska Press, 2007. ISBN 978-0803259850
- CG Jung and the Sioux Traditions: Dreams, Visions, Nature, and the Primitive (em inglês), New Orleans, LA, 2009. ISBN 978-1-882670-61-1.

### Livros (como editor)
- Aggressions of Civilization: Federal Indian Policy Since The 1880s (em inglês), Filadélfia: Temple University Press, 1984. ISBN 0-87722-349-1 .
- A Sender of words: essays in memory of John G. Neihardt (em inglês). Salt Lake City: Howe Bros., 1984. ISBN 0935704221
- The Indian Reorganization Act: Congresses and Bills (em inglês). Norman: University of Oklahoma Press, 2002. 978-08061-3398-0.

### Artigos e relatórios
- Reminiscences of Vine V. Deloria, tribo Yankton Sioux de Dakota do Sul (em inglês), programa de história oral do New York Times: projeto de pesquisa de história oral de indígenas americanos. Parte II; não. 82. 1970.
- The Right To Know: A Paper (em inglês), Washington, DC: Office of Library and Information Services, US Dept. of the Interior, 1978.
- A Brief History of the Federal Responsability to the American Indian (em inglês), Washington, DC: Departamento de Saúde, Educação e Bem-Estar, 1979.

## Literatura secundária
- DeMallie, Raymond J. (dezembro de 2006). «Vine Deloria Jr. (1933–2005)». American Anthropologist. New Series (em inglês). 108 (4): 932–35. doi:10.1525/aa.2006.108.4.932
- Indians and Anthropologists: Vine Deloria Jr., and the Critique of Anthropology (em inglês), ed. by Thomas Biolsi, Larry J. Zimmerman, University of Arizona Press 1997, ISBN 0-8165-1607-3
- Destroying Dogma: Vine Deloria Jr. and His Influence on American Society (em inglês), ed. by Steve Pavlik, Daniel R. Wildcat, Golden, CO: Fulcrum, 2006, ISBN 1-55591-519-1